# Grammonus
Grammonus is een geslacht van straalvinnige vissen uit de familie van naaldvissen (Bythitidae). Het geslacht is voor het eerst wetenschappelijk beschreven in 1896 door Gill.

## Soorten
- Grammonus ater (Risso, 1810)
- Grammonus claudei (Torre y Huerta, 1930)
- Grammonus diagrammus (Heller & Snodgrass, 1903)
- Grammonus longhursti (Cohen, 1964)
- Grammonus robustus Smith & Radcliffe, 1913
- Grammonus thielei Nielsen & Cohen, 2004
- Grammonus waikiki (Cohen, 1964)
- Grammonus yunokawai Nielsen, 2007
- Grammonus minutus Nielsen & Prokofiev, 2010
- Grammonus nagaredai Randall & Hughes, 2008
- Grammonus opisthodon Smith, 1934